# Dance Dance Revolution with MARIO
『Dance Dance Revolution with MARIO』（ダンスダンスレボリューション ウィズ マリオ）は、任天堂より日本で2005年7月14日に発売されたニンテンドー ゲームキューブ用ダンスシミュレーションゲームである。
同年にアメリカでは『Dance Dance Revolution MARIO MIX』（ダンスダンスレボリューション ウィズ マリオ ミックス）、ヨーロッパでは『Dancing Stage MARIO MIX』（ダンシングステージ マリオ ミックス）のタイトルで発売された。

## 概要
コナミのダンスゲーム『Dance Dance Revolution』 シリーズ （以下、『DDR』）とマリオシリーズとのコラボレーション作品であり、家庭用ハードのオリジナル作品である。収録楽曲の多くは過去のマリオシリーズで使用された楽曲のアレンジが占めており、その他は有名なクラシック音楽などのアレンジとなっている。なお、コナミオリジナルの楽曲は収録されていない。
オリジナルの『DDR』と比べて、コアなプレイヤー向けの要素（フリーズアロー、DOUBLEモード、各種オプション等）を排除し、全体的な難易度も下げるなど、これまで『DDR』をプレイしたことがない人でもプレイしやすいように設計されている。また、ダンスで消費したカロリーを計算してくれる機能も搭載されている。
ソフトにはニンテンドーゲームキューブ用マットコントローラが同梱されている。また、ソフトには2台目のマットコントローラー注文書の葉書が入っており、希望者に3,000円で追加販売も行っていた。このマットコントローラーはWiiで発売されている『DDR』シリーズでも使用可能である。

## 基本ルール
- 基本的なルールはオリジナルの『DDR』と同じである。画面の下から流れてくる上下左右の矢印に合わせて、リズムよくマットコントローラのステップを踏んでいく。矢印をタイミングよく踏む（パーフェクト・グレート）と「ダンスゲージ」の☆が徐々に増えていく（最高10個まで）が、「はやい/おそい」ではダンスゲージが増加せず、タイミングが大きくずれたり矢印を見送った場合（ミス）は「ダンスゲージ」の☆が減る。「ダンスゲージ」が全て無くなる前に曲が終了するとステージクリアとなる。
- 本作では踏むタイミングがずれた場合、評価が「はやい/おそい」となる。オリジナルの『DDR』でも、家庭用のトレーニングモードで踏んだタイミングの早い/遅いをプレイ後に確認することができるが、プレイ中にずれた方向を教えてくれる機能を搭載したのは『DDR』シリーズで今作が初めてである。なお、オリジナルの『DDR』で同様の機能が実装されたのは、本作から5年後に稼働した『DDR X2』であった。

## ギミック
ストーリーモード（難易度ノーマル以上）と、フリーモードで「ギミックあり」という設定にした場合、矢印の代わりにギミックが現れることがある。ここでは、一部を紹介する。
クリボー
普通の矢印と同じように、タイミングを合わせて踏めばよい。
ノコノコ
1回踏むとひっくり返る。2回目を「パーフェクト」で踏むと、下に転がっていき、ぶつかった矢印を消してくれる。なおパーフェクトには白判定と黄色判定があるが、下に転がるのは2回目が白判定の時だけである。
テレサ
矢印やテレサを踏み逃してしまうと、画面に大きなテレサが出てきて邪魔をする。小さいテレサを踏めば、テレサを画面の下へ追い払える。
氷のトゲトゲ
踏むとダンスゲージが大きく減ってしまう。
スイッチ
うまく踏めば矢印が一定時間コインに変わる。時々いじわるな動き方をする。

## キャラクター

### 主要キャラクター
マリオ
主人公の一人。ミュージックオーブを封印するために今回はダンスで大活躍する。
ルイージ
主人公の一人。マリオに負けず華麗なステップを見せる。
キノピオ
ミュージックオーブの封印が解かれてしまったのに気づいて、マリオとルイージに助けを求める。ダンスはあまりうまくないらしい。

### ボス
ワルイージ
ミュージックオーブを手に入れて、世界一のダンサーになろうとしている。
ワリオ
ミュージックオーブで、遊園地にアトラクションを作ろうとしている。
クッパ
歌がオンチであるのを直すために、ミュージックオーブを狙っている。

### その他キャラクター
ジュゲム
アイテムショップの店員。プレイヤーに有利になるアイテムや通常プレイでは得られない楽曲を販売してくれる。ワールド1では畑を管理していたりもする。
キノピコ
ホテルを経営している。

## モード

### ストーリーモード
1人用。封印が解かれてしまった4つの「ミュージックオーブ」を取り戻す。最初に4種類の難易度を選択し、難しいコースほど矢印の多さとミスした時のダンスゲージの減る量が増えていく。
- かんたんコース（イージー）
- ふつうコース（ノーマル）
- むずかしいコース（ハード）
- げきムズコース（ベリーハードレベル）

「はじめから」をクリアすると「はじめからEX」が遊べる（基本的なストーリーの流れは一緒だが、一部の曲が変更されている）。
ステージ1
ミュージックオーブの封印が解けてしまったせいで、川が増水。そのときにキノピオが「踊れば奇跡が起こって川を渡れる」と言う言い伝えを思い出す。ダンスを踊って、キノコキャッスルにたどり着くが、待っていたのはワルイージ。ミュージックオーブを取り戻すために、ワルイージと対決することになる。
ステージ2
1つ目のオーブを取り戻したものの、ミュージックオーブは全部で4つ。他の3つのオーブを探しに、飛行船アンサンブル号で旅立つことになる。竜巻に遭い、渦巻きに飲み込まれそうになる。一休みしようと停泊したその島に、渦巻きをくぐることのできるエンジンがあった。それを手に入れ、海の中の神殿でオーブを取り戻すことになる。
ステージ3
遊園地にたどり着いたマリオ達。しかし、遊園地の入り口にはハンマーブロスが待ち構えていた。やっとのことで遊園地に入ると、ミュージックオーブを持ったワリオが現れた。マリオ達はジェットコースターに乗り、お化け屋敷に入り、ワンワンに追っかけられて、やっとワリオを追い詰め、ダンス対決することになる。
ステージ4
残る1つは雪山の頂上。登っては見るものの、足場がつるつるしていて登れない。仕方なく引き返したキノピオが土管を発見し、地下通路をくぐって、ロッジに入る。温まったマリオ達は、雪玉に降られながらも頂点を目指す。頂点にいたのはフリーザー。ダンスを踊ってオーブを取り返すが、戻る途中に雪崩に遭ってしまう。
ステージ5
4つのミュージックオーブを封印するためにキノコキャッスルに戻ったマリオはキノピオに封印を任せたが、その直後にクッパがミュージックオーブを盗み出してしまった。急いでクッパ城へ行かなければならない。キラーの大群の猛攻をうまくかわして到着したマリオは、そこでクッパと最後のダンス対決をすることになる。

### フリーモード
1～2人用。曲と難易度などを自由に選択できる。ストーリーモードには登場しない曲も遊ぶことができる。難易度には以下の5種類がある。
- イージー（ギミックは登場しない）
- ノーマル（大体の曲は、この難易度からギミックの有無を選択できる）
- ハード
- ベリーハード（この難易度以上で、全ての曲でギミックの有無を選択できる）
- スーパーハード (フリーモード専用、ベリーハードをクリアすると選択できる)

### ミニゲームモード
1人用。ストーリーモードで出現したミニゲーム（各ステージの終わりのボーナスゲームを含む）・隠しミニゲームを自由に遊ぶことができる。ミニゲームの種類に関しては下記参照。

### ミニゲーム
ストーリーモードの途中で、ミニゲームが発生する。ここでは、一部を紹介する。
ポールにとびつけ
『スーパーマリオブラザーズ』のように、高い位置でロープを切るようにするのが目的。
ウッキーバナナ
時間内に、より多くのバナナを集めるのが目的。トゲトゲに当たると、一定時間行動できなくなる。
にげろワンワン
一定時間、ワンワンから逃げ切るのが目的。
かわせ!ゆきだまゴロゴロ
一定時間、雪玉を避けるのが目的。雪玉にぶつかると、谷底に真っ逆さま。

## 楽曲
| 日本語タイトル                | 英語タイトル                   | ステージ | 出典ゲーム作品もしくは原曲名、使用箇所など | 出典ゲーム作品もしくは原曲名、使用箇所など |
| ----------------------------- | ------------------------------ | -------- | ------------------------------------------ | ------------------------------------------ |
| ヒア・ウィ・ゴー              | Here We Go!                    | 1-1      | スーパーマリオブラザーズ                   | 地上BGM                                    |
| 土管の中のモーツァルト        | Underground Mozart             | 1-2      | アイネ・クライネ・ナハトムジーク           | （マリオブラザーズ）                       |
| パペットダンス                | Pipe Pop                       | 1-2EX    | トルコ行進曲                               |                                            |
| パラパラカルメン              | Garden Boogie                  | 1-3      | カルメン                                   |                                            |
| 月夜にぶちこわせ              | Destruction Dance              | 1-4      | レッキングクルー                           | ボーナスステージ                           |
| ジャンプ! ジャンプ! ジャンプ! | Jump! Jump! Jump!              | 2-1      | スーパーマリオブラザーズ3                  | アスレチックBGM                            |
| みんなでパーティタイム        | Fishing Frenzy                 | 2-2      | クシコスの郵便馬車                         | （ヨッシーのクッキー）                     |
| 転がるコインのように          | Pirate Dance                   | 2-2EX    | スーパーマリオワールド                     | アスレチックBGM                            |
| 風のかなたに                  | In the Whirlpool               | 2-3      | 威風堂々                                   |                                            |
| ステップ・バイ・ステップ      | Step by Step                   | 2-3EX    | スーパーマリオワールド                     | ボーナス面BGM                              |
| 泳げ四分音符                  | Blooper Bop                    | 2-4      | スーパーマリオブラザーズ                   | 水中BGM                                    |
| クエ・テ・バヤ・マリオ        | Hammer Dance                   | 3-1      | スーパーマリオブラザーズ3                  | 地上BGM                                    |
| スーパーマシーン              | Rollercoasting                 | 3-2      | マリオカート ダブルダッシュ!!              | ルイージ/マリオ/ヨッシーサーキット         |
| ほっぴンちょっぴン            | Boo Boogie                     | 3-3      | スーパーマリオUSA                          | 地上BGM                                    |
| ヒゲとタルとゴリラ            | Moustache, Barrel, and Gorilla | 3-3EX    | ドンキーコング                             |                                            |
| オレ様がスターだ!             | Starring Wario!                | 3-4      | ワリオワールド                             | はじまりのもり                             |
| 気分はハイ・ホー              | Frozen Pipes                   | 4-1      | 故郷の人々                                 |                                            |
| マリオのカーニバル            | Cabin Fever                    | 4-2      | マリオパーティ5                            | トイ・ドリーム                             |
| チューチューテクノ            | Ms. Mowz's Song                | 4-2EX    | ペーパーマリオRPG                          | チュチュリーナ/メガバッテンのアジト        |
| ハッピーハッピーダンス        | Deep Freeze                    | 4-3      | ドクターマリオ                             | FEVER                                      |
| 氷の上でランデブー            | Rendezvous on Ice              | 4-4      | スケーターズ・ワルツ                       | （コナミ・けっきょく南極大冒険）           |
| 真夜中のドライブ              | Midnight Drive                 | 4-4EX    | マリオカート64                             | オープニング・タイトル                     |
| きっと笑顔がイチバンさ        | Always Smiling                 | 5-1      | トリッチ・トラッチ・ポルカ                 |                                            |
| ワガハイはボスである!         | Bowser's Castle                | 5-2      | マリオカート ダブルダッシュ!!              | クッパキャッスル                           |
| ゼン・ゴ・サ・ユウ            | Up, Down, Left, Right          | 初期出現 | きらきら星                                 | （マリオペイント）                         |
| 緑の上の大合唱                | Choir on the Green             | 隠し曲1  | おお牧場はみどり                           |                                            |
| ホップステップマリオ          | Hop, Mario!                    | 隠し曲2  | スーパーマリオワールド                     | タイトルBGM                                |
| 出口はどこだ!?                | Where's the Exit?              | 隠し曲3  | スーパーマリオブラザーズ                   | 地下BGM                                    |
| ピ・ロ・リ                    | Piroli                         | 隠し曲4  | ファミリーコンピュータ ディスクシステム    | タイトルBGM                                |

- シークレット曲（隠し曲）は2周目以降、各ワールドのアイテムショップで購入可能。